# NGC 6672
NGC 6672 é um sistema estelar triplo na direção da constelação de Lyra. O objeto foi descoberto pelo astrônomo Edouard Stephan em 1879, usando um telescópio refletor com abertura de 31,5 polegadas.